# Carl Christian Friedrich Uttendörfer
Carl Christian Friedrich Uttendörfer (* 2. Januar 1836 in Schmalkalden; † 23. März 1907 ebenda) war ein deutscher Unternehmer und Abgeordneter des Kurhessischen Kommunallandtages des Regierungsbezirks Kassel.

## Leben
Carl Christian Friedrich Uttendörfer wurde als Sohn des Bürgermeisters Johann Michael Uttendörfer und dessen Gemahlin Frieda Eichel geboren. Nach seiner Schul- und Berufsausbildung kam er in den Besitz der Schwerspatmühle Auehütte, in der von 1887 bis 1978 das Mineral Baryt verarbeitet wurde. 1881 trat er die Nachfolge des aus Gesundheitsgründen zurückgetretenen Abgeordneten Heinrich Wilhelm Michel an und wurde Mitglied des Kurhessischen Kommunallandtages des preußischen Regierungsbezirks Kassel. Uttendörfer blieb bis 1883 in dem Parlament.